# إيثار أخلاقي (فلسفة)
الإيثار (ويسمى أيضًا أخلاقيات الإيثار والإيثار الأخلاقي) (ويقابله: أنانية أخلاقية) هو مذهب أخلاقي يرى أفراده أن لديهم التزاماً أخلاقيّاً لمساعدة الآخرين أو خدمتهم أو نفعهم. ويدعو أوغست كونت في كلامه عن الإيثار إلى العيش من أجل الآخرين، ويُعرف من يحمل أيًا من هذه الأخلاقيات بـ «المؤثر».
وقد صاغ كلمة «الإيثار» (بالفرنسية، altruisme، من autrui: «أشخاص آخرون»، مشتقة من الكلمة اللاتينية البديلة: «آخر») أوغست كونت، المؤسس الفرنسي للوضعية، من أجل وصف العقيدة الأخلاقية التي يؤيدها. فقد كان يعتقد أن الأفراد عليهم واجب أخلاقي في التخلي عن المصالح الذاتية والعيش من أجل الآخرين. ويقول كونت، في عقيدة الدين الوضعي، أن:
[لا] يمكن أن تتسامح وجهة النظر الاجتماعية مع فكرة الحقوق، لأن مثل هذه الفكرة تعتمد على الفردية، ونحن نولد متحملين العديد من الالتزامات من كل نوع، تجاه أسلافنا وخلفائنا ومعاصرينا. وبعد ولادتنا تزداد هذه الالتزامات أو تتراكم، حيث يحدث ذلك قبل أن نتمكن من رد أي خدمة.... وتُعطي هذه الصيغة النهائية للأخلاق الإنسانية، وهي ["العيش من أجل الآخرين"]، جزاءً مباشرًا لغرائز الخير ومصدر السعادة المشترك والواجب. [الرجل يجب أن يخدم] الإنسانية، التي تمثلنا بالكامل."
وتقول الموسوعة الكاثوليكية عن إيثار كونت، «إن المبدأ الأول للأخلاق...هو التفوق التنظيمي للتعاطف الاجتماعي على الغرائز المتعلقة بالنفس.» ويقول الكاتب غابرييل موران، (وهو أستاذ في قسم العلوم الإنسانية والاجتماعية بجامعة نيويورك) أن «القانون وواجب الحياة في الإيثار [بالنسبة لكونت] تم تلخيصه في عبارة: العيش من أجل الآخرين.»
ويحدد العديد من الفلاسفة المذهب بطرق مختلفة، ولكن تدور جميع التعريفات بشكل عام حول الالتزام الأخلاقي لنفع الآخرين أو الإعلان عن قيمة أخلاقية في خدمة الآخرين بدلاً من الذات. ويحدد الفيلسوف تشارلي دنبار برود الإيثار على أنه «المذهب الذي يلزم كل واحد منا بالتزام خاص لنفع الآخرين.» ويحدد الفيلسوف دبليو جي ماكلاغان الإيثار بأنه «واجب لتخفيف الضيق وتشجيع سعادة زملائنا... والإيثار هو... الحفاظ بكل بساطة على أن الرجل ربما بل ينبغي عليه أن يهمل تمامًا سعادته الخاصة في حد ذاتها عندما يقرر مسار العمل الذي ينبغي سلوكه.»

## الإيثار من أخلاقيات العواقبية
غالبًا ما يُنظر إلى الإيثار على أنه شكل من أشكال العواقبية، لأنه يشير إلى أن أي عمل هو صحيح أخلاقيًا إذا كان يؤدي إلى نتائح جيدة للآخرين. ويقول جيمس فييسر القول الفصل في مسألة الإيثار وهو: «إن أي عمل يكون صحيحًا أخلاقيًا إذا كانت نتائج هذا العمل مفضلة أكثر من كونها غير مفضلة بالنسبة للجميع ما عدا الفاعل.» ويُمكن أن يُنظر إلى الإيثار على أنه الـنفعية، ولكن هناك فرقًا جوهريًا وهو أن المصطلح الأخير يصف الأفعال التي تزيد من النتائج الجيدة لجميع أفراد المجتمع، بينما يصف الإيثار تعظيم النتائج الجيدة لكل شخص ما عدا الفاعل. ومع ذلك، يمكن القول بأنه طالما سيفوق دائمًا عدد بقية المجتمع النفعية، فحتمًا ستؤدي النفعية الحقيقية إلى ممارسة الإيثار أو شكل من أشكاله.
وعلى العكس، في إطار المبادئ الاقتصادية الكلاسيكية، يجادل العديد من النفعيين أن المصلحة الذاتية تعظم الرفاهية في المجتمع. ويتعارض مثل هذا الموقف مع التأكيد السابق بأن النفعي يجب أن يكون مؤثرًا، وذلك لأن هناك أكثر من عاملين من الناحية العملية في العالم. وفي الواقع، حالة الإنسان هي من النوع الذي إذا كان الجميع يمارس الإيثار، فربما تقلل جميع الرغبات الأنانية الراضية من سعادة الإنسان في العالم. ولا يمكن تبرير هذا التأكيد إلا من خلال التفكير الفردي حول السؤال التالي: هل يمكن أن أكون سعيدًا دون تسلية نفسي مطلقًا في الأنشطة التي تنفعني أنا فقط؟ على الأرجح ستتطلب حالة تعظيم الاستفادة من السعادة حياة قُضي معظمها في التفكر في الممارسات الأنانية بكمية صغيرة ولكنها سخية بالنسبة للوقت الذي تقضيه في خدمة الآخرين. وفي الحقيقة، إذا كان هناك اعتراف بالإيثار باعتباره قاعدة عالمية من قبل كل البشر الذين ربما يتمكنون من منح وقتهم للآخرين، لأنهم يتميزون عن أولئك الذين يجب عليهم العمل لساعات طويلة لمجرد الحفاظ على وجودهم، فسيكون الوقت الممنوح المطلوب لتحقيق أقصى قدر من السعادة صغيرًا جدًا مقارنة مع الوقت الذي يمكن أن يقضيه الفرد في السعي لتحقيق مصالح أنانية.